# ノア・トビオ
ノア・トビオ（Noah Tovio、1999年2月5日 - ）は、ジャパンラグビーリーグワン日野レッドドルフィンズに所属するラグビー選手。

## プロフィール
- ニュージーランド出身。
- ポジションはロック(LO)、フランカー(FL)、ナンバーエイト(No8)。
- 身長 185 cm、体重 107 kg

## 略歴
8歳からラグビーを始めた。
2018年、札幌山の手高校卒業後、東海大学に入学。
2021年、東海大学体育会ラグビーフットボール部のFWリーダーに就任。
2022年、東海大学卒業後、日野レッドドルフィンズに加入。同年12月17日に行われたJAPAN RUGBY LEAGUE ONE第1節日本製鉄釜石シーウェイブス戦にて先発出場でリーグワン公式戦初出場を果たした。